# Rivotra
Rivotra is een geslacht van vlinders van de familie spinneruilen (Erebidae), uit de onderfamilie Lymantriinae.

## Soorten
- R. confusa Griveaud, 1977
- R. chalcocrata (Collenette, 1931)
- R. mantsaroa Griveaud, 1977
- R. perissa (Collenette, 1959)
- R. tsaratanana Griveaud, 1977
- R. viridipicta (Kenrick, 1914)
- R. zonobathra (Collenette, 1936)